# Euryops pinifolius
Euryops pinifolius là một loài thực vật có hoa trong họ Cúc. Loài này được nhà khoa học A.Rich mô tả khoa học đầu tiên năm 1848.